# Van Schenk van Nijdeggen
Van Schenk van Nijdeggen is een uit Sevenum afkomstig geslacht waarvan een lid in 1814 tot de Nederlandse adel ging behoren en welk 'adellijk geslacht' met hem in 1827 uitstierf.

## Geschiedenis
De stamreeks begint met Martin Schenk van Nijdeggen wiens zoon Theodoor (1608-na 29 oktober 1659) ambtman van Lottum, plaatsvervangend drost van Kessel en schepen van Venlo werd. Een nazaat van hem werd bij Souverein Besluit van 22 oktober 1814 erkend als edele van Friesland en bij Koninklijk Besluit op 23 december 1825 benoemd in de Friese ridderschap; met hem stierf het 'adellijke geslacht' uit.

## Enkele telgen
- Theodoor Schenk van Nijdeggen (1608-na 29 oktober 1659) ambtman van Lottum, plaatsvervangend drost van Kessel en schepen van Venlo
  - Dr. Martin Schenk van Nijdeggen (1633-1704), plaatsvervangend drost van Kessel
    - Mr. Henricus Ignatius Schenk van Nijdeggen, heer van Oyen en Broekhuysenvorst (1672-1747), ambtman van Lottum en drost van Kessel
      - Antonius Franciscus Jacobus Schenk van Nijdeggen (1716-1776), luitenant in Statendienst
        - Jhr. Hendricus Franciscus Josephus van Schenk van Nijdeggen (1758-1827), grietman, lid Vergadering van Notabelen, lid ridderschap en provinciale staten van Friesland